# Carex verticillata
Carex verticillata là một loài thực vật có hoa trong họ Cói. Loài này được Zoll. & Moritzi mô tả khoa học đầu tiên năm 1854.